# Anna Amalia zu den drei Rosen

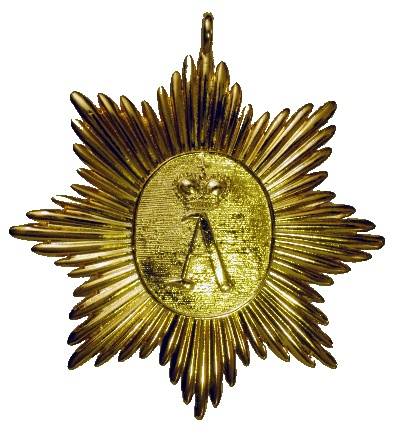
Bijou der Loge vor 1806

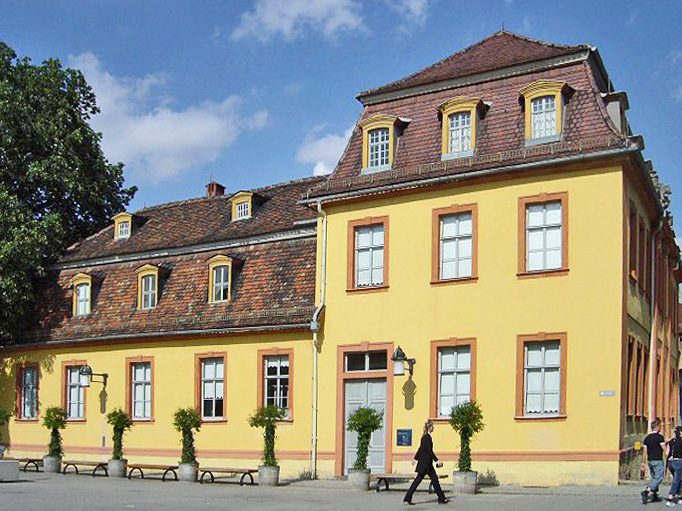
Das Wittumspalais, Logenhaus 1808–1848

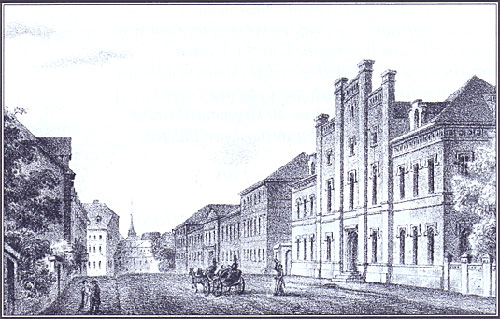
Amalienstraße 5, Logenhaus 1853–1935

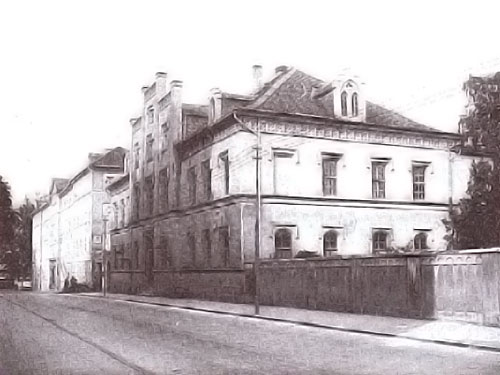
Das Logenhaus um 1920

Anna Amalia zu den drei Rosen ist der Name einer 1764 gegründeten Freimaurerloge in Weimar.

## Geschichte
Die Loge wurde am 24. Oktober 1764, dem Geburtstag ihrer Namenspatronin Anna Amalia von Braunschweig-Wolfenbüttel, in Weimar als Johannisloge gegründet. In den ersten Jahrzehnten gab es heftige Richtungsstreitigkeiten, so dass die Logenarbeit offiziell ab 1782 ruhte. Dies schließt aus, dass das Tempelherrenhaus im Park an der Ilm und die Sphinxgrotte bei der Leutraquelle, welche dem Motiv zwar nach freimaurerischer Symbolik entsprechen könnten, ihre Entstehung freimaurerischer Intension verdanken.
Nach dem Tod der Herzogin Anna Amalia betraute Herzog Carl August die Freimaurer-Brüder Johann Wolfgang Goethe und Friedrich Justin Bertuch mit der Wiederaufnahme der Logenarbeit. Goethe äußerte sich hierzu am 11. Mai 1808: „Wenn die Besetzung der Stelle eines Meisters vom Stuhle bei der Loge Amalia zu den drei Rosen zur Sprache kommt, so gebe ich meine Stimme Herrn Legationsrath Bertuch und bemerke, daß dieses mit der Gesinnung unseres gnädigen Herrn übereinstimmt“. Am 24. Oktober 1808 wurde Bertuch zum Meister vom Stuhl gewählt. 1809 wurde auch Christoph Martin Wieland in die Loge aufgenommen. Sitz der Loge wurde der Festsaal und die angrenzenden Räume im durch den Tod der Herzogin freigewordenen Wittumspalais.
Im 19. Jahrhundert avancierte die Loge zu einem der gesellschaftlichen Mittelpunkte in Weimar. Von 1848 bis 1853 befand sich der Logensaal in einem Hintergebäude des Hotels „Russischer Hof“. 1853 erfolgte der Umzug in das eigens erbaute Logenhaus auf einem Grundstück aus dem Nachlass von Johann Nepomuk Hummel an der damaligen Friedhofstraße, heute Amalienstraße 5.
Mit dem Verbot aller Freimaurerlogen und der Enteignung durch die Nationalsozialisten 1936 wurde das Logenhaus anderen Nutzungen zugeführt, im Zweiten Weltkrieg schwer beschädigt und später abgerissen.
Nach 1945 wurde die Arbeit der Weimarer Freimaurerloge durch die Amerikaner zunächst wieder zugelassen, jedoch nach Übernahme der Verwaltung durch die Sowjetische Militäradministration und besonders nach Gründung der DDR wieder eingeschränkt. Die wenigen Brüder, die weiterhin Hoffnung auf einen Neubeginn hatten, trafen sich als private Herrenrunde im Hotel Russischer Hof. Die letzte Aufnahme in die Loge soll 1962 privat vollzogen worden sein.
1990 erfolgte die Wiedergründung der Loge in Hamburg und die Lichteinbringung 1992 in Weimar. Die Loge fand zunächst im Oberlichtsaal der Bauhaus-Universität und danach für viele Jahre im Hotel Amalienhof eine Heimat. Von Februar 2006 bis Juni 2009 nutzte die Loge den Gewölbekeller des Stadtmuseums (Bertuchhaus, Liebknechtstraße) und bei öffentlichen Veranstaltungen den dortigen Vortragsraum. Von 2009 bis 2012 war das Logendomizil im Kirms-Krackow-Haus in der Jakobstraße. 2012 fand die Loge im Hotel „Leonardo“ in Weimar ein neues Lokal. Besondere festliche Logenarbeiten finden auch weiterhin im Weimarer Stadtschloss, Wittumspalais oder im Goethehaus statt.

## Meister vom Stuhl
- 1764–1782: Jakob Friedrich von Fritsch
- 1808–1810: Friedrich Justin Bertuch
- 1810–1818: Cornelius Johann Rudolph Ridel (1759–1821), Landesdirektionsrat in Eisenach, Legationsrat und Geheimer Kammerrat
- 1818–1851: Karl Wilhelm von Fritsch
- 1851–1866: Gottfried Theodor Stichling
- 1866–1869: Karl Friedrich Wilhelm Mohnhaupt, Seminar- und Bürgerschuldirektor
- 1869–1873: Heinrich Carl Gustav Herbst, Geheimer Finanzrat
- 1873–1882: Karl Eduard Putsche
- 1882–1899: Julius Hugo Wernekke (1846–1929), Direktor des Realgymnasiums
- 1899–1921: Arthur Ott, Professor am Realgymnasium
- 1921–1927: Adelbert Bachrodt, Apotheker
- 1927–1932: Georg Siefert, Oberstudiendirektor
- 1932–1934: Ernst Leißling, Direktor der Thüringer Blindenanstalt, Sonderschulpädagoge
- 1934–1935: Fritz Schirrmeister, Fabrikant
- 1990–1994: Reinhard Reubold, Syndikus und Rechtsanwalt
- 1994–1996: Günter Dorn, Steuerberater
- 1996–2004: Jochen Bretthauer, Pastor und Hotelier
- 2004–2008: Günther Ahrendt, Verwaltungsangestellter
- 2008–2012: Michael Hasenbeck, Richter am Verwaltungsgericht
- 2012–2016: Rolf Kalff, Klinikdirektor u. Hochschullehrer
- 2016–2018: Gunther Smalian, Unternehmer
- 2018–2019: Alexander Weber
- 2020–2024: Frank Wolf[2]
- seit 2024: Georg Schrader

## Weitere bekannte Mitglieder

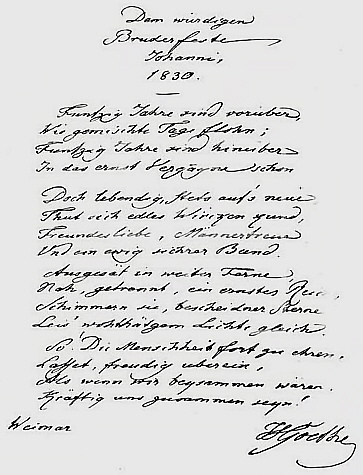
Danksagung von Goethe an die Loge „Amalia“ zu seinem 50-jährigen Maurerjubiläum (1830)

- Christoph Martin Wieland (1733–1813)
- Johann Karl August Musäus (1735–1787)
- Friedrich Justin Bertuch (1747–1822)
- Ludwig Ernst Wilhelm von Schardt (1748–1826)
- Johann Wolfgang von Goethe (1749–1832)
- Justus Christian Loder (1753–1832)
- Carl Leonhard Reinhold (1757–1823)
- Carl August von Sachsen-Weimar-Eisenach (1757–1828)
- August Karl von und zu Egloffstein (1771–1834)[3]
- Wilhelm Hoffmann (1777–1859)
- Johann Nepomuk Hummel (1778–1837)
- Friedrich Wilhelm Schwabe (1780–1842)
- Johann Georg Keil (1781–1857)
- Caspar von Geismar (1783–1848)[3]
- Franz Carl Adelbert Eberwein (1786–1868)
- Karl von Schiller (1793–1857)
- Ludwig Preller (1809–1861)
- Christian Gottlob Tröbst (1811–1888)
- Hermann Böhlau (1826–1900)
- Louis Jungmann (1832–1892)